# 十文字貴信
十文字 貴信（じゅうもんじ たかのぶ、1975年11月10日 - ）は、実業家（自営業）。元競輪選手、元自転車競技選手。現在の千葉県野田市出身。現役時代は日本競輪選手会茨城支部に所属した。師匠は川村恵三。日本競輪学校（当時。以下、競輪学校）第75期 卒業。初出走は1995年4月8日の宇都宮競輪場。初勝利は同年4月24日の小倉競輪場。

## 来歴
小学生時代にレスリングを始め、小・中学校時代に3回全国大会で優勝した。しかし「レスリングは金にならない」という親戚から助言を受け、茨城県立取手第一高等学校入学後は自転車競技に転向した。取手第一高等学校自転車部では部員の9割が競輪選手を目指すといわれ、十文字自身も「"就職試験"に向けての練習」だと思い自転車競技に取り組んだ。3年時に高校総体で優勝 するなどの実績を上げ、競輪学校には技能試験免除で入学した。高校時代は30kmの道のりを自転車で通学していた。競輪学校での成績は75人中66番目であったが、先行にこだわっての結果であり、「デビューしちゃえば、すぐに追いつける自信はあった」と十文字は振り返っている。
選手としてデビュー後、8か月でS級に特進を果たした 十文字に転機が訪れたのは、1996年に行なわれた全日本プロ選手権自転車競技大会（1000mのタイムトライアル）であった。自転車競技にプロ選手の参加が認められることになった1996年アトランタオリンピックに向け、夏季オリンピックの代表選考会を兼ねたこの大会において、「自転車のセッティングがピッタリ合った」という 十文字は、当時の大会記録を1秒以上更新するタイムで走破し、有力視されていた神山雄一郎や吉岡稔真を抑えてオリンピック出場権を獲得した。十文字自身は当時、自転車競技で世界に通用する力を得られるのは数年先と認識しており、「行くしかないのか」「タイム的には5位か6位にはなれるだろう」、「とりあえず自己ベストを出して帰ってきたいな」という程度の気持ちでオリンピックに臨んだ が、結果はプロの競輪選手として初の銅メダル獲得というものであった。
銅メダル獲得により、当時としては中野浩一に匹敵するほど競輪の知名度上昇への貢献を果たしたことから、これ以降、日本自転車振興会および日本競輪選手会は競輪選手を国際大会へ派遣させることに積極的になった。また十文字は、日本自転車振興会など各種関係団体から国内の競輪に出場した場合以上の賞金に値する5千万円の報奨金を贈呈された事でも話題となった。さらにはオリンピック個人種目メダリストとなったことで、特例により同年末のKEIRINグランプリにも出場している（結果は接触事故で落車棄権）。しかし十文字自身は銅メダル獲得後に受けたインタビューにおいて、「競輪と1000mのタイムトライアルは、全く違うもの」、「本職の競輪を辞めてまで、タイムトライアルに打ち込むわけにはいかない」、「仕事を辞めたら、収入がなくなっちゃうじゃないですか」と、自転車競技に対し冷静なスタンスを見せた。
帰国後も特別競輪などに出場し、共にオリンピックへ出場した神山雄一郎との連携は「アトランタライン」と名付けられ話題となった。しかし後に持病の腰痛が悪化し、2001年頃にはヘルニアによる神経圧迫で自転車に乗れない状態にまで追い込まれ、1年間も競走から離れてしまうことになり、この症状は後々尾を引いてしまった。
2017年10月2日、富山競輪場でのレースで落車した際にヒザと股関節を骨折する大怪我を負い、それ以降は1年以上にも及ぶ長期欠場が続いていた（2018年は出走なし）。関係者によると、落車による骨折や持病の腰痛の悪化で引退を決意したという。ただし引退に関して事前の報道は一切なく、マスコミで報道されたのはJKAより選手登録消除が公示された後であった。
2019年1月15日、選手登録消除。通算1512戦186勝、優勝22回。通算獲得賞金5億4305万1400円。
引退後は、柏市でラーメン店「中華そば 白河屋」を営んでいる。元々福島県の白河ラーメンが好物だったため、2012年頃から引退後にラーメン屋に転身することを考え、白河ラーメンの店に通い厨房で仕込みの作業を定期的に見学させてもらっていたという。

## 競走スタイル
タイム記録で国内最高だったことから、先行や捲りのスピードは格別なものがあり、その実力は特別競輪で優勝してもおかしくないほどであった。
しかし腰痛からの復帰後は、身体の負担を軽くするため、実力も戦法もごく一般的な追込とした。